# 恩特拉蒂科
恩特拉蒂科（義大利語：Entratico），是意大利贝加莫省的一个市镇。总面积4平方公里，人口1864人，人口密度466.0人/平方公里（2009年）。国家统计（ISTAT）代码为016094。